# زقة مصقولة البطن
زقة مصقولة البطن أو إثيوستوما (الاسم العلمي: Etheostoma). جنس من أسماك المياه العذبة الصغيرة من فصيلة أسماك الفرخ مواطنها الأصلية في أمريكا الشمالية. أنواعها المعروفة 157، معظمها يقتصر وجودها في الولايات المتحدة، ولكن هناك أيضًا أنواع في كندا والمكسيك. يمكن للكثير من أنواعها إنتاج فرمونات إنذار تعمل على تحذير الأسماك القريبة في حالة حدوث هجوم.